# София фон Золмс-Лаубах
София фон Солмс-Лаубах (на немски: Sophie von Solms-Laubach; * 15 май 1594 в Лаубах; † 16 май 1651 в Пльотцкау) е графиня на Золмс-Лаубах и чрез женитба маркграфиня на Бранденбург-Ансбах (1612 – 1625).
Тя е дъщеря на граф Йохан Георг I фон Золмс-Лаубах (1547 – 1600) и на Маргарета фон Шьонбург-Глаухау (1554 – 1606), дъщеря на граф Георг I фон Шьонбург-Глаухау. Сестра е на Сибила фон Солмс-Лаубах, омъжена на 25 януари 1618 г. в Ансбах за княз Август фон Анхалт-Пльотцкау.
София се омъжва на 14 октомври 1612 г. за маркграф Йоахим Ернст фон Бранденбург-Ансбах (1583 – 1625) от род Хоенцолерн.
След смъртта на нейния съпруг Йоахим Ернст през 1625 г. тя поема опекунството над син им Фридрих III до 1634 г., но той е убит същата година в битка. Тя води управлението за по-малкия си син Албрехт II до 1639 г. При регентството ѝ помага нейният брат Фридрих фон Золмс-Рьоделхайм (1574 – 1649).
Тя умира на 16 май 1651 г. на 57 години.

## Деца
София фон Солмс-Лаубах има с Йоахим Ернст фон Бранденбург-Ансбах една дъщеря и четири сина:
- София (1614 – 1646)

∞ 1641 маркграф Ердман Август фон Бранденбург-Байройт (1615 – 1651)
- Фридрих III (1616 – 1634), маркграф на Бранденбург-Ансбах
- Албрехт (*/† 1617)
- Албрехт II (1620 – 1667), маркграф на Бранденбург-Ансбах

∞ 1642 г. за Хенриета Луиза (1623 – 1650), дъщеря на херцог Лудвиг Фридрих фон Вюртемберг-Мьомпелгард
∞ 1651 г. за София Маргарета фон Йотинген (1634 – 1664), дъщеря на граф Йоахим Ернст фон Йотинген-Йотинген
∞ 1665 г. за Кристина фон Баден-Дурлах (1645 – 1705), дъщеря на маркграф Фридрих VI фон Баден-Дурлах
- Кристиан (1623 – 1633)